# Josef Grafl
Josef Grafl (Vienna, 1872 – Tribuswinkel, 15 novembre 1915) è stato un sollevatore austriaco pluricampione mondiale ed europeo.

## Biografia
Cresciuto a Vienna, Josef Grafl si dedicò sin da ragazzo alla lotta ed al sollevamento pesi, conoscendo però il successo internazionale, in quest'ultima disciplina, solo dopo i 30 anni.
Nel 1904 vinse la medaglia d'argento nella categoria “Open”, senza limite di peso, ai Campionati mondiali di Vienna, dietro al connazionale Josef Steinbach.
Successivamente Grafl riuscì ad imporsi in sei edizioni dei Campionati mondiali, raccogliendo anche due medaglie d'oro ai Campionati europei del 1907 e del 1908, nonché un altro argento mondiale ed un argento europeo.
Non partecipò mai ai Giochi Olimpici in quanto in quell'epoca il sollevamento pesi non era incluso tra le discipline olimpiche.
Morì a 43 anni a causa di un arresto cardiaco.